# Vladislav IV., poljski kralj
Vladislav IV. (Krakov, 9. lipnja 1595. – Merkinė, Litva, 20. svibnja 1648.), poljski kralj od 1632. godine, izabrani ruski car između 1610. i 1612. godine i de jure veliki vojvoda Moskve od 1610. godine. Pripadao je dinastiji Vasa.

## Životopis

### Mladost
Rodio se u obitelji kralja Sigismunda III. i kraljice Ane Habsburg. 

### Ruski car
U doba kada je na vlasti u Rusiji još uvijek bio car Vasilije IV. Šujski tijekom zime 1610. godine tamošnji nezadovoljnici su poslali veleposlanstvo Poljskom kralju Žigmundu III. radi dogovora o predaji carske vlasti njegovom sinu Vladislavu. Konačni uspjeh ti pregovori postižu 4. veljače 1610. godine kada u zamjenu za krunu poljski princ se obvezuje da će izvršiti prijelaz na pravoslavnu vjeru. Da bi tada postignuti dogovor postao realnost trebalo je još samo da Poljska vojska pod zapovjedništvom generala Stanislava Zolkievskog potuče vojsku ruskog cara Vasilija IV. Taj uvjet je na kraju bio ispunjen tek u srpnju 1610. godine kada nakon potpune pobjede tijekom opsade Smolenska poljske trupe pobjednički ulaze u Moskvu. 
Kako bi izbor novog cara bio legalan po ruskom zakonu general Stanislav Zolkievski je dobio zadatak da okupi parlament koji je trebao proglasiti novoga cara. Na sjednici tijekom rujna 1610. godine taj posljednji uvjet je bio ispunjen i Vladislav je postao car Rusije i veliki vojvoda Moskve bez da je uopće ušao na Ruski teritorij.  
Kada je vijest o poljskom vladaru Rusije i poljskim vojnicima u Kremlju došla u ruski narod ona je odmah izazvala potpuni bijes stanovništva. Rezultat toga je postalo stvaranje dobrovoljačkih vojski. Prva od njih je bila ona Prokopija Ljapunova koja je već u ljeto 1611. godine počela blokadu Moskve. Kako je ta vojska prije svega ovisila o karizmi vođe njegova smrt 1. kolovoza 1611. godine označava njen raspad.
Na žalost Vladislava taj događaj mu nije ništa donio pošto se ubrzo krenulo na stvaranje druge dobrovoljačke armije. Ruski trgovci koji ju financiraju zatražili su od Dimitrija Požarskog časnika prve armije da preuzme zapovjedanje u ovom novom pokušaju. Ova nova oslobodilačka armija pod zapovjedništvom Dimitrija Požarskog nastaje krajem 1611. godine. U odlučujućoj bitci tijekom kolovoza 1612. godine vojne snage Ladislava bile su potpuno potučene, a tamošnji garnizon u Moskvi bio je prisiljen na kapitulaciju. Tim činom vlast ovoga "ruskog" cara bila je završena.
Njegova osobna odgovornost u ovakvom razvoju događaja očituje se u tri osnovne točke. Odbio je prijeći na pravoslavlje što je na početku obećao, nikada nije posjetio "svoju" državu i postavio je poljske vojnike u Kremlj. Ta sva tri događaju bili su velika, neoprostiva uvrjeda ruskom narodu tako da se na kraju moglo dogoditi samo ono što se dogodilo.

### Poljski kralj
Godine 1632. naslijedio je poljsko prijestolje nakon očeve smrti. Ruski car Mihajlo I. Romanov odlučio je iskoristiti period promjene na poljskom prijestolju te je napao istočne granice Poljske i započeo opsadu grada Smolenska. Vladislav IV. je razbio opsadu u ožujku 1633. godine i krenuo u kontraofenzivu koja je prisilila ruskog cara na sklapanje mira.
Po završetku rata s Rusijom, Vladislav je poveo vojsku protiv Osmanskog Carstva te je prisilio Osmanlije da zadrže podjele kontrolu nad Kozacima i Tatarima i podjele suverenitet nad Moldavijom i Vlaškom. Pokušao je iskoristiti sudjelovanje Švedske u Tridsetogodišnjem ratu (1618. – 1648.), kako bi vratio švedsku krunu koju je izgubio njegov otac, ali bez uspjeha.
Shrvala ga je smrt sina Sigismunda Kazimira 1647. godine, što je dovelo do njegove smrti sljedeće godine.

## Vanjske poveznice
- Vladislav IV. Vasa Hrvatska enciklopedija
- Wladyslaw IV Vasa Britannica (engl.)

| Prethodnik:          | Ruski car (1610.-1612.) | Nasljednik:        |
| Stanislav Zolkievski | Ruski car (1610.-1612.) | Dimitrije Požarski |

| Prethodnik:                       | Poljski kralj (1632.-1648.) | Nasljednik:                    |
| Sigismund III. Vasa (1587.-1632.) | Poljski kralj (1632.-1648.) | Ivan II. Kazimir (1648.-1668.) |